# ديفيد إل. دوني
ديفيد إل. دوني (بالإنجليزية: David L. Downie)‏ هو أكاديمي أمريكي، ولد في 1961.